# ألبرت كورير
ألبرت كورير (مواليد 2 مارس 1994) عداء كيني لمسافات طويلة، فاز كورير بماراثون مدينة فيينا بزمن قدره 2:08:40 في عام 2017 ، في عام 2019 ، فاز بماراثون هيوستن بتوقيت 2:10:02 ، فاز أيضًا بحدث الماراثون في عطلة نهاية الأسبوع لسباق أوتاوا مع أفضل أداء شخصي جديد قدره 2:08:03، في نوفمبر 2019 احتل المركز الثاني في ماراثون مدينة نيويورك بتوقيت 2:08:36، فاز كورير بماراثون مدينة نيويورك 2021 بتوقيت 2:08:22